# Număr Lewis
În dinamica fluidelor și transmiterea căldurii numărul Lewis (Le) este o mărime adimensională, numit după fizicianul american Warren K. Lewis, definit ca raportul dintre difuzivitatea termică și difuzivitatea moleculară a masei. Numărul caracterizează curgerile fluidelor unde există simultan transfer de căldură și de masă.
Numărul Lewis este raportul dintre grosimea și forma stratului limită termic și cea a stratului limită de concentrații ale substanțelor. Numărul Lewis este definit ca:
{\displaystyle \mathrm {Le} ={\frac {a}{D}}={\frac {\lambda }{\rho D_{am}c_{p}}}}
unde: 
a este difuzivitatea termică, [m2/s],
D este is the difuzivitatea masei, [m2/s],
λ este conductivitatea termică, [W/mK],
ρ este densitatea, [kg/m3],
Dam este coeficientul de difuzie al amestecului, [m2/s],
cp este capacitatea termică masică la presiune constantă.
În dinamica fluidelor unele surse definesc numărul Lewis ca fiind inversul definiției de mai sus.
Numărul Lewis poate fi exprimat și în funcție de numărul Prandtl, Pr, și numărul Schmidt, Sc:
{\displaystyle \mathrm {Le} ={\frac {\mathrm {Sc} }{\mathrm {Pr} }}}

## Relevanța în biologie
Numărul Lewis este mare pentru apă {\displaystyle (\mathrm {Le} \approx 90\gg 1)} și acesta este probabil motivul pentru care mamiferele nu au branhii. În branhii, mamiferele ar extrage oxigenul din apă. Însă, deoarece numărul Lewis pentru apă este mare, aceasta înseamnă că în timpul acestui proces de difuzie o cantitate relativ mare de căldură ar fi pierdută de animal deoarece căldura difuzează mai repede decât oxigenul. Acest lucru ar face ca animalul să se răcească prea mult în timp ce respiră.